# داستان بلوغ

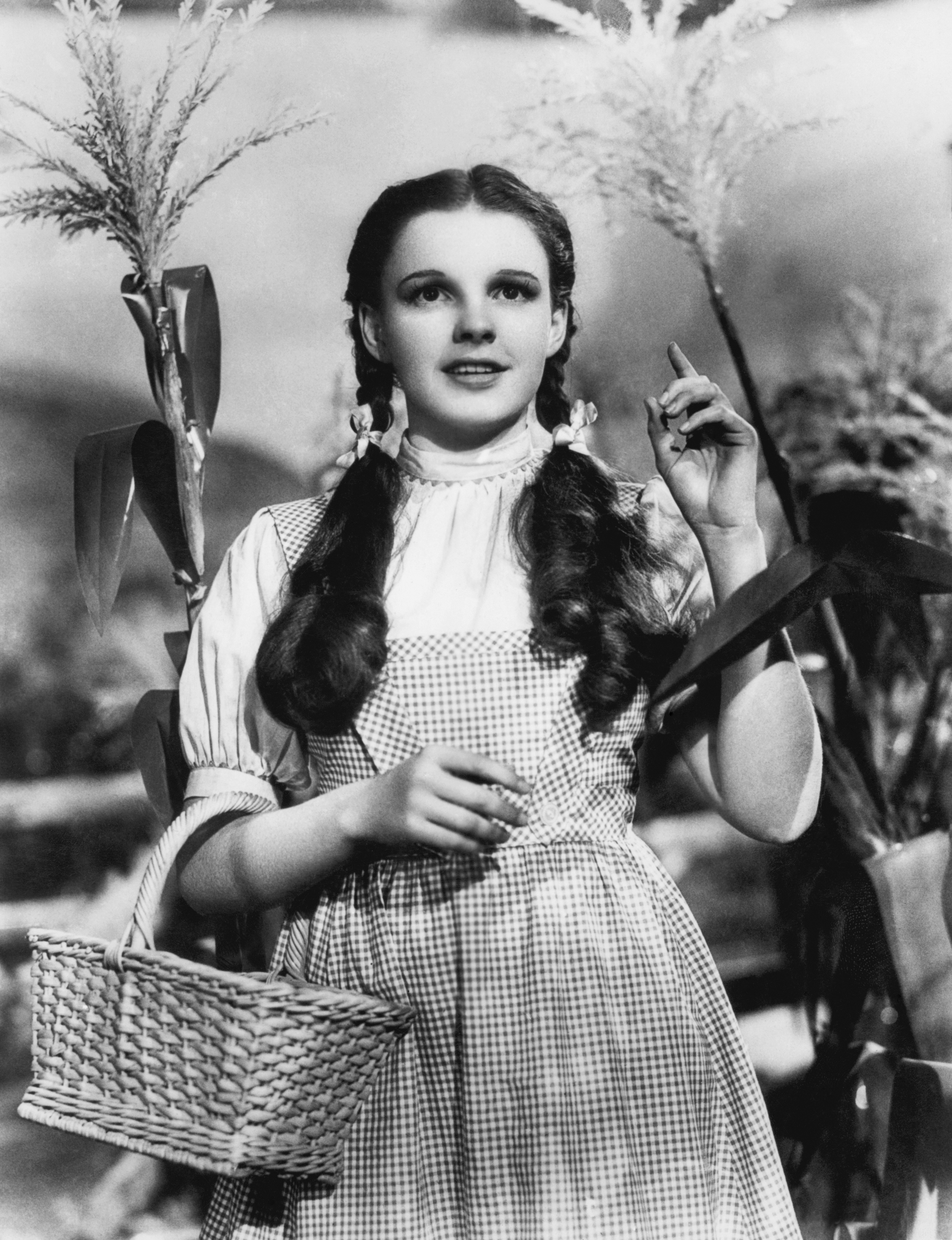
جادوگر شهر از (۱۹۳۹)

در مطالعات ژانر، داستان بلوغ گونه‌ای داستانی در ادبیات و سینما است که به‌طور معمول در آن تمرکز داستان بر روی شخصیت اصلی است که در حال پا گذاشتن به سنین نوجوانی یا جوانی است و در سن بلوغ به سر می‌برد. در داستان بلوغ، روند قصه بر پایه دیالوگ یا مونولوگ شکل می‌گیرد. در این ژانر، شخصیت‌های اصلی نوجوانانی هستند که با مشکلات ریز و درشت سن بلوغ درگیر می‌شوند. داستان‌های بلوغ انواع مختلفی دارند و می‌توانند به روش‌های ممکن تعریف شوند. برای مثال، در داستان‌های هری پاتر، داستان بلوغ با ژانر فانتزی ترکیب شده‌است یا در آثاری همچون مزایای گوشه‌گیر بودن و ناطور دشت، این ژانر با عناصر روانشناسی درآمیخته است. درام نوجوان و رمان تربیتی از زیرمجموعه‌های مهم داستان بلوغ محسوب می‌شوند.

## در ادبیات
- حی بن یقظان اثر ابن طفیل[۲]
- تام جونز اثر هنری فیلدینگ
- زندگی و عقاید آقای تریسترام شندی نوشته لارنس استرن
- کاندید نوشته ولتر
- چهره مرد هنرمند در جوانی اثر جیمز جویس
- نورثنگر ابی اثر جین آستن
- ناطور دشت اثر جی. دی. سلینجر
- کشتن مرغ مقلد اثر هارپر لی
- حباب شیشه اثر سیلویا پلات
- مزایای گوشه‌گیر بودن اثر استیون شباسکی
- سایمون در برابر مرام‌نامه هوموساپین‌ها اثر بکی آلبرتالی
- هری پاتر نوشته جی. کی. رولینگ
- دایی‌جان ناپلئون نوشته ایرج پزشکزاد

## در سینما و تلویزیون
در سینما و تلویزیون، داستان بلوغ معمولاً در رده فیلم‌های دبیرستانی قرار می‌گیرد. داستان‌های بلوغ در سینما بر روی تغییرات روحی و اخلاقی شخصیت اصلی از نوجوانی به بزرگسالی تمرکز دارند. رشد و تغییر شخصیت‌ها یکی از مهم‌ترین ویژگی‌های این ژانر است. شخصیت‌ها در داستان بلوغ احساسی حرف زده و عمل می‌کنند. شخصیت اصلی داستان نیز معمولاً پسران نوجوان هستند. در آثاری که در چند سال اخیر در ژانر داستان بلوغ ساخته شده‌است، از روش‌های گوناگون همچون فلاش‌بک برای پیش بردن داستان استفاده می‌شود. تاکنون آثار بسیاری زیادی در سینما و تلویزیون در ژانر داستان بلوغ ساخته شده‌است که بعضی از آن‌ها همچون کشتن مرغ مقلد، مزایای گوشه‌گیر بودن، با عشق، سایمون، کنار من بمان و اکنون شگفت‌انگیز با اقتباس از رمان‌هایی مشهور ساخته شده‌اند. پادشاهان تابستان، خیلی بد، پسرانگی و لیدی برد از دیگر آثار سینمایی در ژانر داستان بلوغ هستند.
تلویزیون کمی دیر به ساخت آثاری در ژانر داستان بلوغ روی آورد. در چند سال اخیر به خاطر استقبال از سریال‌هایی همچون ۱۳ دلیل برای اینکه، چیزهای عجیب و تین ولف، آثار بیشتری از این دست در تلویزیون تولید شده‌است. سریال‌های اسکینز و گلی از جمله سریال‌هایی هستند که مورد استقبال قرار گرفته‌اند.